# Richard R. Kenney

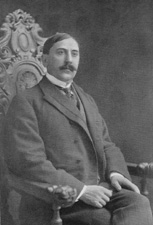
Richard R. Kenney

Richard Rolland Kenney, född 9 september 1856 i Laurel, Delaware, död 14 augusti 1931 i Dover, Delaware, var en amerikansk demokratisk politiker. Han representerade delstaten Delaware i USA:s senat 1897-1901.
Kenney studerade vid Hobart College i Geneva, New York. Han studerade sedan juridik och inledde 1881 sin karriär som advokat i Dover, Delaware.
Senator Anthony Higgins mandatperiod löpte ut år 1895 men delstatens lagstiftande församling kunde inte enas om en efterträdare. Till sist valdes Kenney som tillträdde som senator i januari 1897. Han ställde upp för omval men samma dödläge upprepades i Delawares lagstiftande församling. Kenney återvände 1901 till arbetet som advokat. Delawares andra mandat i klass 1 hade i det skedet varit vakant i två år och delstaten blev helt utan representation i senaten. De återkommande problemen med senatsvalen i Delaware påskyndade valreformen. Delstaternas lagstiftande församlingar fråntogs rätten att välja senatorer och systemet ersattes med folkval på 1910-talet. Kenneys efterträdare J. Frank Allee tillträdde den 2 mars 1903.
Kenney avled 1931 och gravsattes på Christ Episcopal Churchyard i Dover.